# إل. أبوت
إل. أبوت (بالإنجليزية: L. B. Abbott)‏ (و. 1908 – 1985 م) هو special effects artist ‏، ومصور سينمائي أمريكي، ولد في باسادينا، كاليفورنيا، توفي في لوس أنجلوس، عن عمر يناهز 77 عاماً.

## جوائز وترشيحات
حصل على جوائز منها:
- جائزة الأوسكار للإنجاز المميز [الإنجليزية]‏ (1973)
- Academy Award for Best Special Effects [الإنجليزية]‏، عن عمل: دكتور دوليتل
- جائزة الأوسكار لأفضل تأثيرات بصرية، عن عمل: تورا! تورا! تورا!.

ترشح لـ:
- Academy Award for Best Special Effects [الإنجليزية]‏، عن عمل: رحلة إلى مركز الأرض (فيلم 1959)
- Academy Award for Best Special Effects [الإنجليزية]‏، عن عمل: دكتور دوليتل
- جائزة الأوسكار لأفضل تأثيرات بصرية، عن عمل: تورا! تورا! تورا!.

## وصلات خارجية
- إل. أبوت على موقع IMDb (الإنجليزية)
- إل. أبوت على موقع ألو سيني (الفرنسية)
- إل. أبوت على موقع أول موفي (الإنجليزية)
- إل. أبوت على موقع قاعدة بيانات الأفلام السويدية (السويدية)
- إل. أبوت على موقع قاعدة بيانات الفيلم (الإنجليزية)
- إل. أبوت على موقع كينوبويسك (الروسية)